# Mount Cortés
Mount Cortés ist ein 1490 m hoher und größtenteils vereister Berg im südlichen Grahamland auf der Antarktischen Halbinsel. Er ragt an der Südwestflanke des Gibbs-Gletschers auf. Vom Hadley Upland ist er durch einen 1300 m hohen Bergsattel getrennt.
Trimetrogon-Aufnahmen der US-amerikanischen Ronne Antarctic Research Expedition (1947–1948) vom November 1947 dienten seiner Kartierung. Der Falkland Islands Dependencies Survey nahm im Dezember 1958 Vermessungen vor. Das UK Antarctic Place-Names Committee benannte ihn am 31. August 1962 nach dem spanischen Kosmografen Martín Cortés de Albacar (1510–1582), Autor des Navigationshandbuchs Breve Compendio de la Sphera y de la Arte de Navegar von 1551.